# Doug Savant
Douglas Peter Savant dit Doug Savant, est un acteur américain, né le 21 juin 1964 à Burbank en Californie (aux États-Unis).

## Biographie

### Enfance
Doug Savant est né et a grandi à Burbank, en Californie.
Il est issu d'une famille de cinq enfants et compte des ancêtres français[réf. souhaitée].
Il a fréquenté l'Université de Californie à Los Angeles, mais l'a quittée avant d'obtenir son diplôme pour poursuivre sa carrière d'acteur. 

### Carrière
En 1984, il débute comme figurant dans le film Swing Shift.
Il s'est fait connaître du grand public en interprétant le rôle d'un jeune homme homosexuel, Matt Fielding, dans Melrose Place. 
Mais c'est grâce au personnage de Tom Scavo, le mari de Lynette Scavo, dans la série à succès Desperate Housewives que sa carrière s'envole.

### Vie privée
Il a divorcé en 1997 de la femme qu'il avait épousée quand il avait dix-neuf ans et avec qui il avait eu deux filles, Arianna Joséphine, née le 17 janvier 1992 et Madeline Marie, née le 20 juillet 1993.
Il est marié depuis 1998 à sa partenaire de Melrose Place, Laura Leighton (qui jouait la peste rousse Sydney Andrews) avec laquelle il a un fils, né le 10 octobre 2000 et une fille, née le 9 juin 2005.

## Filmographie

### Cinéma
- 1984 : Swing Shift
- 1985 : Teen Wolf : Brad
- 1985 : Une amie qui vous veut du bien (Secret Admirer)
- 1986 : Trick or Treat : Tim Hainey
- 1987 : The Hanoi Hilton : Ashby
- 1988 : Masquerade : Mike McGill
- 1989 : Un intrus dans la ville (Paint It Black) : Éric Hinsley
- 1990 : Red Surf : Attila
- 1992 : Shaking the Tree : Michael
- 1993 : Maniac Cop 3 de William Lustig : Dr. Peter Myerson
- 1998 : Godzilla : Sergent O'Neal
- 2000 : Dropping Out : le docteur
- 2001 : The One : Un policier
- 2006 : All You've Got : Sam McDonald
- 2007 : Transformers : Un policier
- 2014 : April Rain : Ken Singleton

### Télévision

#### Séries télévisées
- 1985 : Cagney et Lacey : Dwayne Patterson (Saison 4, épisode 21)
- 1986 : Hôtel : Elliot Jessup (Saison 3, épisode 12)
- 1986 : Alfred Hitchcock Presents - Road Hog : Joey Medwick
- 1986 - 1987 : Côte ouest (Knots Landing) : le jeune Mack Mackenzie (Saison 8, épisode 1, 2, 4, 12, 14, 15 et 16)
- 1987 : Drôle de vie : Dwayne (Saison 8, épisode 16)
- 1987 : Stingray : Commandant Thomas O'Conner (Saison 2, épisode 10)
- 1988 : Dans la chaleur de la nuit : Scott LaPierre (Saison 1, épisode Pilote)
- 1990 : China Beach : Richard (Saison 3, épisode 17)
- 1990 : La loi est la loi (Jake and the Fatman) : John Bronski (Saison 4, épisode 1)
- 1992 : Columbo - À chacun son heure : Détective Dennis Mulrooney (Saison 11, épisode 2)
- 1992 - 1997 : Melrose Place : Matthew Fielding Jr.
- 1995 : L'Homme à la Rolls (Burke's Law) (Saison 2, épisode 1)
- 1998 : La croisière s'amuse, nouvelle vague (The Love Boat: The Next Wave) : Josh Walters (Saison 1, épisode 1)
- 1998 : Au-delà du réel : L'aventure continue : Kel-43 (Saison 4, épisode 2)
- 1998 : Profiler : Toby Watson (Saison 3, épisode 12)
- 2000 : Harsh Realm (Saison 1, épisode 4)
- 2001 : Lydia DeLucca (That's Life) : le cousin de J.T. (Saison 1, épisode 16)
- 2001 : Washington Police (The District) : Jeffrey Riverton (Saison 2, épisode 5)
- 2001 : Associées pour la loi (Family Law) : Harold Raines (Saison 3, épisode 6)
- 2002 : Firefly : Capitaine Harken (Saison 1, épisode 2)
- 2002 : JAG (Saison 8, épisode 4)
- 2002 : According to Jim : Rick (Saison 2, épisode 7)
- 2004 : New York Police Blues : Jason Foster (Saison 11, épisode 12)
- 2004 : Le Protecteur : Éric Kane (Saison 3, épisode 11)
- 2004 : 24 Heures chrono : Craig Phillips, le directeur de l'hôtel Chandler Plaza (Saison 3, épisodes 15 à 18)
- 2004 : NCIS : Enquêtes spéciales : Larry Clannon (Saison 1, épisode 22)
- 2004 - 2012 : Desperate Housewives : Tom Scavo
- 2004 : : Nip/Tuck : Joel Gideon (Saison 2, épisode 5)
- 2004 : Les Experts : Paul Brady (Saison 5, épisode 5)
- 2012 : Hot in Cleveland : Homme du bar (Saison 3, épisode 7)
- 2013 : Rizzoli and Isles : Roger Thorson (Saison 4, épisode 11)
- 2013 : Vegas : Mr. Binder (Saison 1, épisode 13)
- 2013 :  Drop Dead Diva : Jakob Yordy (Saison 5, épisode 13)
- 2013 : Esprits criminels : Malcolm Taffert (Saison 9, épisode 10)
- 2015 : Hawaii 5-0 : Robert Young (Saison 5, épisode 10)
- 2015 : Scorpion : Wilson Adler (Saison 2, épisode 6)
- 2016 : X-Files : Aux frontières du réel : Dr Augustus Goldman (Saison 10, épisode 2)
- 2016 : Castle : Trevor Nigel (Saison 8, épisode 14)
- 2016 : Rush Hour : D.A Ginardi (saison 1, épisode 3)
- 2016 : Notorious : Paul Weston
- 2017 : SEAL Team : Malcolm (saison 1, épisode 7)
- 2018 : Lucifer : Forest Clay (saison 3, épisode 23)
- 2018 : NCIS : Nouvelle-Orléans : procureur général Eric Barlow (saison 4, épisodes 23 et 24)
- 2018 : 9-1-1 : Mathew Clark (2 épisodes)
- 2019 : NCIS : Enquêtes spéciales : Brigadier General Daniel Kent (saison 16, épisode 20)
- 2019 : MacGyver : Waller (saison 3, épisode 11)
- 2020 : Dirty John (en) : Martin Newsome (2 épisodes)
- 2020 : Los Angeles : Bad Girls : Richard Reeves (saison 2, épisode 9)
- 2020 : S.W.A.T. : Mark (saison 3, épisode 16)
- 2021 : Tell Me Your Secrets : Ed Jennings (saison 1, épisodes 6 et 10)
- 2021 : The Rookie : Le Flic de Los Angeles : Benjamin (saison 3, épisode 7)
- 2022 : Leverage : Redemption : James Hodgins (saison 2, épisode 6)
- 2023 : Ces liens qui nous unissent : pasteur Earle (saison 1, épisode 1)
- 2024 : The Cleaning Lady : Oliver Gordon (saison 3, épisode 9)

#### Téléfilms
- 1990 : The Knife and Gun Club : Dr. Barrow
- 1990 : Aftermath: A Test of Love : Jeff
- 1992 : Bonnie & Clyde: The True Story : Député Shérif Ted Hinton
- 1995 : Au-delà du viol (Fight for Justice: The Nancy Conn Story) : Richard Mark Ellard
- 1996 : Phase terminale (Terminal) : Dr. Sean O'Grady
- 1999 : Les Yeux de la vengeance (A Face to Kill for) : Virgil
- 1999 : Garde rapprochée (en) (First Daughter) : Grant Coleman
- 2000 : Un président en ligne de mire  (First Target) : Grant Coleman
- 2002 : La Plus Haute Cible (First Shot) : Grant Coleman
- 2004 : Faultline : Professeur Anthony McAllister
- 2004 : Secousses sous les tropiques
- 2008 : Seule face à l'injustice (Playing for Keeps) : Peter Marcheson

## Voix françaises
En France, Emmanuel Curtil, est la voix française régulière de Doug Savant depuis la série Melrose Place en 1992.